# E. Hilter på dansrotundan
E. Hilter På Dansrotundan er en kassette af Errol Norstedt fra 1987, hvor han bruger pseudonymet E. Hitler & Luftwaffe.
Dog har Norstedt omdøbt E. Hitler til E. Hilter på kassetten, han har skiftet pladser her ved T og L.
Kassetten indeholder sangen "Runke Ball", som er en af Norstedts mest kendte sange om seksuel frustration, og den blev rangeret som hans næstbedste sang på Aftonbladet.
Fire af sangene har alternative versioner, hvor teksten ikke er ekivoka, disse er følgende:
- Jag Släppte En Skit På Dansrotundans Dansgolv[5] - En Tango Med Dig[6]
- Josefine[7] - Josephine[8] - Josephine Organ[9]
- Smegma På Mitt Ollon[10] - Du Är Den Bästa I Världen[11]
- Har Ni Sett Herr Kuk?[12] - Har Ni Sett Herr Knut?[13]

## Spor
Side A
1. "Jag Släppte En Skit På Dansrotundans Dansgolv" - 04:17
2. "Balle Balle Ball" - 01:59
3. "Ronka Min Kuk" - 02:33
4. "Ronketi Ronk" - 04:12
5. "Eddie Meduzas Censurerade Schlagerbidrag 1987" - 03:04
6. "Josefine" - 02:39

Side B
1. "Smegma På Mitt Ollon" - 05:30
2. "Min Svåger Tränar Boxning" - 03:39
3. "Runke Ball" - 03:30
4. "Har Ni Sett Herr Kuk?" - 03:28
5. "En Ronkande Sosse" - 02:32

### Sangtitler på dansk
- Jag Släppte En Skit På Dansrotundans Dansgolv - Jeg Tabte Et Lort På Danserotundens Dansegulv.
- Balle Balle Ball - Bolde Bolde Bold.
- Ronka Min Kuk - Spille Min Pik.
- Ronketi Ronk - Spilleti Spill.
- Eddie Meduzas Cencurerade Schlagerfestivalbidrag 1987 - Eddie Meduzas Cencurerede Melodi Grand Prix-Bidrag 1987.
- Smegma På Mitt Ollon - Smegma På Min Agernet.
- Min Svåger Tränar Boxning - Min Svoger Træner Boksning.
- Runke Ball - Onanere Bolden.
- Har Ni Sett Herr Kuk? - Har I Set Hr. Pik?
- En Ronkande Sosse - En Onanerende Socialdemokrat.